# Robert Bosch GmbH
Robert Bosch GmbH (вимовляється Роберт Бош Ґе-ем-бе-Ха) або просто Bosch (Бош) — німецька електротехнічна та машинобудівна фірма, виробник електро-механічної індустріальної та побутової техніки. Компанія Bosch була заснована в 1886 році Робертом Бошем в місті Штутгарт як «Майстерня точної механіки і електротехніки». Особлива засновницька структура Групи компаній Bosch гарантує її фінансову незалежність і свободу підприємництва.

## Власники і керівництво
Форма власності — Товариство з обмеженою відповідальністю. З 1 липня 2012 року головою правління є Фолькмар Деннер (Volkmar Denner).

## Діяльність
Bosch є одним з найбільших в Європі виробників продукції в таких галузях: машинобудування, автомобільні вузли та комплектуючі, виробництво інструментів, діагностичних та керуючих механізмів та пристроїв; будівельна та побутова техніка; теплова та солярна техніка; системи зв'язку та безпеки. До складу групи Bosch входить Robert Bosch GmbH і приблизно 460 дочірніх та регіональних компаній. Враховуючи продажі та обслуговування партнерів, глобальне виробництво, інжиніринг Bosch, разом з партнерами в сфері продажів та обслуговування компанія Bosch представлена майже в 150 країнах. Її операції діляться на п'ять бізнес-секторів: 
- рішення для мобільності;
- промислова Технологія;
- споживчі Товари;
- енергетика;
- будівельна технологія.

## Історія
У 2011 році компанія Bosch вклала в наукові дослідження і розробки більше 4,2 млрд євро, а також подала заявки на отримання понад 4100 патентів по всьому світу. Понад 300 000 співробітників забезпечили у фінансовому 2011 році обсяг продажів у 51,5 млрд євро.
Компанія генерувала 78,5 млрд продажів євро в 2018 році у понад 60 країнах. Щорічно компанія Bosch виділяє понад 3,5 млрд євро на НДДКР і подає заявки на більш ніж 3 800 патентів по всьому світу. 92 % акцій Robert Bosch GmbH належить благодійному фонду Robert Bosch Stiftung GnbH. Підприємницька діяльність здійснюється компанією Robert Bosch Industrietreuhand KG, яка володіє більшістю голосуючих акцій компанії. Решта акцій належать родині Бош і компанії Robert Bosch GmbH.
У грудні 2019 року стало відомо, що Bosch разом з німецьким автомобілебудівним концерном Daimler запустили в Каліфорнії власний тестовий сервіс безпілотного таксі. Він працює на території міста Сан-Хосе, тестування обмежено двома великими дорогами сукупної довжиною в 17 км. Устаткування для робомобілів сервісу таксі, включаючи сенсори і автономні системи рулювання і гальма, було розроблено Bosch, а відповідальність за його інтеграцію в традиційний автомобіль лежала на інженерах Daimler. Викликати роботаксі можна через спеціальний мобільний додаток, перебуваючи в одній з передбачених точок посадки-висадки пасажирів, після чого машина довезе користувача до іншої такої точки. Згідно зі спільним прес-релізом Daimler і Bosch, скористатися їх сервісом безпілотного таксі може обмежене число користувачів — «щасливчиків» компанії вибирали з тих, хто відвідав одну з семи презентацій сервісу, які були проведені для місцевих жителів і місцевого бізнесу. У сервісі використовуються седани Mercedes-Benz S-Class, переобладнані в безпілотні автомобілі. У них встановлено безліч лидарів, камер і радарів, закріплених на всіх сторонах транспортного засобу. Алгоритми керування автомобілем працюють на спеціалізованих комп'ютерах для безпілотних автомобілів NVIDIA Drive Pegasus.
1 лютого 2024 року, Robert Bosch GmbH повідомила про наміри скоротити 1200 робочих місць у підрозділі програмного забезпечення та електроніки до кінця 2026 року. Своє рішення компанія обгрунтувала слабкою економікою та високою інфляцією, викликаних, серед іншого, підвищенням вартості електроенергії та сировини, які нині сповільнюють перехід і водночас збільшують необхідні витрати.